# Шельвівська сільська рада
Шельвівська сільська рада — колишня адміністративно-територіальна одиниця та орган місцевого самоврядування у Локачинському районі Волинської області з адміністративним центром у с. Шельвів.
Припинила існування 5 січня 2018 року через об'єднання в Затурцівську сільську територіальну громаду Волинської області. Натомість утворено Шельвівський старостинський округ при Затурцівській сільській громаді.

## Населені пункти
Сільській раді були підпорядковані населені пункти:
- с. Шельвів
- с. Войнин
- с. Гранатів
- с. Садівські Дубини

## Населення
Згідно з переписом УРСР 1989 року чисельність наявного населення сільської ради становила 1259 осіб, з яких 576 чоловіків та 683 жінки.
За переписом населення України 2001 року в сільській раді мешкало 1166 осіб.

### Мова
Розподіл населення за рідною мовою за даними перепису 2001 року:
| Мова       | Відсоток |
| ---------- | -------- |
| українська | 99,57 %  |
| російська  | 0,43 %   |

## Склад ради
Рада складалася з 18 депутатів та голови.

## Керівний склад сільської ради
| ПІБ                   | Основні відомості                                                 | Дата обрання | Дата звільнення |
| --------------------- | ----------------------------------------------------------------- | ------------ | --------------- |
| Цвіль Микола Іванович | Сільський голова, 1966 року народження, освіта, безпартійний      | 26.03.2006   | 31.10.2010      |
| Цвіль Микола Іванович | Сільський голова, 1966 року народження, освіта вища, безпартійний | 31.10.2010   |                 |

Примітка: таблиця складена за даними джерела